# Diario Rombe
Diario Rombe és un diari digital de Guinea Equatorial establert el 2012 per Mocache Massoko. Amb seu a Espanya, se'l considera un dels mitjans de comunicació més fiables de l'oposició al govern de Teodoro Obiang.
Juntament amb Facebook, Twitter, i el mitjà opositor Radio Macuto, Diario Rombe va ser bloquejat al país durant les protestes estudiantils a Guinea Equatorial del 2015. També és un dels mitjans de comunicació que va participar en la publicació dels Pandora Papers en 2021.